# Popis integrala eksponencijalnih funkcija
Slijedi popis integrala (antiderivacija funkcija) eksponencijalnih funkcija. Za potpun popis integrala funkcija, pogledati tablica integrala i popis integrala.
{\displaystyle \int e^{cx}\;dx={\frac {1}{c}}e^{cx}+C}, ali {\displaystyle \int e^{2x}\;dx=2e^{2x}+C}
{\displaystyle \int a^{cx}\;dx={\frac {1}{c\ln a}}a^{cx}+C\qquad {\mbox{(za }}a>0,{\mbox{ }}a\neq 1{\mbox{)}}}
{\displaystyle \int xe^{cx}\;dx={\frac {e^{cx}}{c^{2}}}(cx-1)+C}
{\displaystyle \int x^{2}e^{cx}\;dx=e^{cx}\left({\frac {x^{2}}{c}}-{\frac {2x}{c^{2}}}+{\frac {2}{c^{3}}}\right)+C}
{\displaystyle \int x^{n}e^{cx}\;dx={\frac {1}{c}}x^{n}e^{cx}-{\frac {n}{c}}\int x^{n-1}e^{cx}dx+C}
{\displaystyle \int {\frac {e^{cx}}{x}}\;dx=\ln |x|+\sum _{i=1}^{\infty }{\frac {(cx)^{i}}{i\cdot i!}}+C}
{\displaystyle \int {\frac {e^{cx}}{x^{n}}}\;dx={\frac {1}{n-1}}\left(-{\frac {e^{cx}}{x^{n-1}}}+c\int {\frac {e^{cx}}{x^{n-1}}}\,dx\right)+C\qquad {\mbox{(za }}n\neq 1{\mbox{)}}}
{\displaystyle \int e^{cx}\ln x\;dx={\frac {1}{c}}e^{cx}\ln |x|-\operatorname {Ei} \,(cx)+C}
{\displaystyle \int e^{cx}\sin bx\;dx={\frac {e^{cx}}{c^{2}+b^{2}}}(c\sin bx-b\cos bx)+C}
{\displaystyle \int e^{cx}\cos bx\;dx={\frac {e^{cx}}{c^{2}+b^{2}}}(c\cos bx+b\sin bx)+C}
{\displaystyle \int e^{cx}\sin ^{n}x\;dx={\frac {e^{cx}\sin ^{n-1}x}{c^{2}+n^{2}}}(c\sin x-n\cos x)+{\frac {n(n-1)}{c^{2}+n^{2}}}\int e^{cx}\sin ^{n-2}x\;dx+C}
{\displaystyle \int e^{cx}\cos ^{n}x\;dx={\frac {e^{cx}\cos ^{n-1}x}{c^{2}+n^{2}}}(c\cos x+n\sin x)+{\frac {n(n-1)}{c^{2}+n^{2}}}\int e^{cx}\cos ^{n-2}x\;dx+C}
{\displaystyle \int xe^{cx^{2}}\;dx={\frac {1}{2c}}\;e^{cx^{2}}+C}
{\displaystyle \int e^{-cx^{2}}\;dx={\sqrt {\frac {\pi }{4c}}}\operatorname {erf} ({\sqrt {c}}x)+C}({\displaystyle {\mbox{erf}}} je funkcija grješke (error function))
{\displaystyle \int xe^{-cx^{2}}\;dx=-{\frac {1}{2c}}e^{-cx^{2}}+C}
{\displaystyle \int {1 \over \sigma {\sqrt {2\pi }}}\,e^{-{(x-\mu )^{2}/2\sigma ^{2}}}\;dx={\frac {1}{2}}(1+{\mbox{erf}}\,{\frac {x-\mu }{\sigma {\sqrt {2}}}})+C}
{\displaystyle \int e^{x^{2}}\,dx=e^{x^{2}}\left(\sum _{j=0}^{n-1}c_{2j}\,{\frac {1}{x^{2j+1}}}\right)+(2n-1)c_{2n-2}\int {\frac {e^{x^{2}}}{x^{2n}}}\;dx+C\quad {\mbox{valjano za }}n>0,}
pri čemu je {\displaystyle c_{2j}={\frac {1\cdot 3\cdot 5\cdots (2j-1)}{2^{j+1}}}={\frac {(2j)\,!}{j!\,2^{2j+1}}}\ .}

## Određeni integrali
{\displaystyle \int _{0}^{\infty }e^{-ax^{2}}\,dx={\frac {1}{2}}{\sqrt {\pi  \over a}}\quad (a>0)} (Gaussov integral)
{\displaystyle \int _{-\infty }^{\infty }e^{-ax^{2}}\,dx={\sqrt {\pi  \over a}}\quad (a>0)}
{\displaystyle \int _{-\infty }^{\infty }e^{-ax^{2}}e^{2bx}\,dx={\sqrt {\frac {\pi }{a}}}e^{\frac {b^{2}}{a}}\quad (a>0)}
{\displaystyle \int _{-\infty }^{\infty }xe^{-a(x-b)^{2}}\,dx=b{\sqrt {\pi  \over a}}\quad (a>0)}
{\displaystyle \int _{-\infty }^{\infty }x^{2}e^{-ax^{2}}\,dx={\frac {1}{2}}{\sqrt {\pi  \over a^{3}}}\quad (a>0)}
{\displaystyle \int _{0}^{\infty }x^{n}e^{-ax^{2}}\,dx={\begin{cases}{\frac {1}{2}}\Gamma \left({\frac {n+1}{2}}\right)/a^{\frac {n+1}{2}}&(n>-1,a>0)\\{\frac {(2k-1)!!}{2^{k+1}a^{k}}}{\sqrt {\frac {\pi }{a}}}&(n=2k,k\;{\text{cijeli broj}},a>0)\\{\frac {k!}{2a^{k+1}}}&(n=2k+1,k\;{\text{cijeli broj}},a>0)\end{cases}}} (!! je dvostruka faktorijela)
{\displaystyle \int _{0}^{\infty }x^{n}e^{-ax}\,dx={\begin{cases}{\frac {\Gamma (n+1)}{a^{n+1}}}&(n>-1,a>0)\\{\frac {n!}{a^{n+1}}}&(n=0,1,2,\ldots ,a>0)\\\end{cases}}}
{\displaystyle \int _{0}^{\infty }e^{-ax}\sin bx\,dx={\frac {b}{a^{2}+b^{2}}}\quad (a>0)}
{\displaystyle \int _{0}^{\infty }e^{-ax}\cos bx\,dx={\frac {a}{a^{2}+b^{2}}}\quad (a>0)}
{\displaystyle \int _{0}^{\infty }xe^{-ax}\sin bx\,dx={\frac {2ab}{(a^{2}+b^{2})^{2}}}\quad (a>0)}
{\displaystyle \int _{0}^{\infty }xe^{-ax}\cos bx\,dx={\frac {a^{2}-b^{2}}{(a^{2}+b^{2})^{2}}}\quad (a>0)}
{\displaystyle \int _{0}^{2\pi }e^{x\cos \theta }d\theta =2\pi I_{0}(x)} ({\displaystyle I_{0}} je modificirana Besselova funkcija prve vrste)
{\displaystyle \int _{0}^{2\pi }e^{x\cos \theta +y\sin \theta }d\theta =2\pi I_{0}\left({\sqrt {x^{2}+y^{2}}}\right)}